# Hjortetrøst (slægt)
Hjortetrøst (Eupatorium) har 35-60 arter, der er udbredt i Asien, Nordamerika og Europa. I Danmark findes én art vildtvoksende. Hjortetrøstarterne er stauder eller halvbuske med en stiv, opret vækst. Stænglerne er kraftige og rette, men sjældent forgrenede. Bladene er modsatte eller kransstillede, ustilkede og hele med hel eller tandet rand. Blomsterne er samlet i store, endestillede stande, som igen består af delstande. De enkelte "blomster" er kurve, som består af rørformede blomster med hvide eller violette kronblade. Frugterne er nødder med fnok. 
Her omtales kun de arter, der er vildtvoksende i Danmark, eller som dyrkes her.
| Beskrevne arter |

- Hjortetrøst (Eupatorium cannabinum)
- Hvid hjortetrøst, se hvid ageratina (Ageratina altissima). Synonym: Eupatorium rugosum)[1]
- Rød hjortetrøst (Eupatorium purpureum)

| Andre arter |

- Eupatorium altissimum
- Eupatorium capillifolium
- Eupatorium chinense
- Eupatorium fortunei
- Eupatorium glomeratum
- Eupatorium hiemale
- Eupatorium hyssopifolium
- Eupatorium japonicum
- Eupatorium leucolepis
- Eupatorium lindleyanum
- Eupatorium oblongifolium
- Eupatorium perfoliatum
- Eupatorium pilosum
- Eupatorium resinosum
- Eupatorium salvia
- Eupatorium serotinum
- Eupatorium sessilifolium
- Eupatorium subhastatum

1. ↑  Der findes en plante, som hedder Eupatorium album (= "Den hvide Hjortetrøst"), men den er ikke særligt køn, og desuden er den ikke kommet hertil. Derfor har man givet en anden plante navnet "hvid hjortetrøst".